# Langenbach (Pfalz)
Langenbach település Németországban, Rajna-vidék-Pfalz tartományban. Lakosainak száma 459 fő (2023. december 31.).

## Népesség
A település népességének változása:
| Lakosok száma | 465  | 428  | 441  | 452  | 458  | 459  |
|               | 1975 | 2017 | 2019 | 2021 | 2022 | 2023 |